# Jorightu Khan Yesüder
Jorightu Khan Yesüder est un khagan (grand-khan) des Mongols de la dynastie Yuan du Nord.
Il succède à Togustemur en 1388, et est remplacé à sa mort, en 1391, par Engke Khaan.

## Biographie
L'identité de Jorightu est contestée : certains érudits pensent que Jorightu était le même individu que Yesüder (chinois : 也速迭兒), un descendant d'Ariq Böke, et qu'Engke Khan était le fils de Yesüder lui succédant ; tandis qu'Erdeniin Tobchi croit que Jorigthu Khan et Engke Khan étaient la même personne avec des titres différents. Son titre, « Jorightu Khagan », signifie « Courageux empereur » en langue mongole.
Après le meurtre d'Uskhal Khan par Yesüder, les différents seigneurs mongols se rebellèrent rapidement. Gunashiri, un descendant de Chagatai Khan, a fondé l'État de Kara Del à Hami, dans l'actuel Xinjiang. L'ancien ministre d'Uskhal Khan, Necelai, se soumit à la dynastie Ming en 1389 et les Ming établirent sous ses ordres une garde mongole de Tyuanin (également connue sous le nom de Trois Gardes) à Daiying, l'actuelle Mongolie intérieure. Cependant, le chingsang du défunt khan, Shirmen, allié à Yesüder, tua Necelai.
L'ancien prince de Liao (Liaodong) et l'un des chefs des Trois Gardes, Ajashir, jeta son allégeance à Yesüder quelque temps après 1389.

### Sources
- L'Empire des steppes, Attila, Gengis-Khan, de René Grousset